# Kiya
Kiya est une personnalité d'Égypte de la XVIIIe dynastie. Elle aurait été l'épouse secondaire du pharaon Akhenaton.
Selon certains égyptologues, elle ne ferait peut-être qu'une avec la princesse Mittanienne Tadukhipa, dont parle la correspondance diplomatique d'Amarna, et qui avait épousé Amenhotep III. Tadukhipa était la fille du roi de Mittani Tushratta, et aurait changé son nom pour celui de Kiya sous le règne d'Akhenaton, dont elle serait devenue l'épouse secondaire. D'autres pensent que, les preuves étant insuffisantes, Kiya était très probablement égyptienne ou nubienne.
On sait peu de choses de Kiya, si ce n'est qu'elle a gagné le titre de Très Aimée. Son titre complet était Épouse très aimée du souverain de Haute et Basse-Égypte, vivant de vérité, seigneur des Deux Pays, Neferkhépérouré-Ouaenré, [qui est] l'enfant charmant d'Aton vivant et qui vit pour toujours et pour l'éternité, Kiya.
Certains historiens pensaient que son importance venait du fait qu'elle avait peut-être donné naissance au futur Toutânkhamon, et qu'elle serait morte en couches. Cette théorie est infirmée par les dernières études, qui ont révélé que Toutânkhamon était le fils d'Akhenaton et de sa propre sœur et épouse secondaire, à l'identité inconnue mais surnommée Younger Lady par les égyptologues (momie KV35YL).
Il existe de fortes présomptions que le roi ait fait ériger en son honneur le domaine dit de Marou-Aton et qu'elle résida dans le palais nord d'Akhetaton, bien que les mentions de son nom aient ultérieurement été remplacées par celui de Mérytaton, fille aînée du pharaon.
On a découvert la mention du nom de Kiya sur un des blocs amarniens retrouvés à Hermopolis, remplacé par celui d'Ânkhésenpaaton. Ce texte faisant partie d'un ensemble relatant une campagne du roi durant l'an 12 du règne, il peut donner une idée plus précise de la date de sa disgrâce présumée, ou de sa mort.
Par ailleurs, après la disparition de Kiya, Néfertiti accède à de nouvelles fonctions, ce qui pourrait induire une possible corrélation entre les deux événements. 
La collection de beaux vases canopes d'albâtre attribués à Kiya, trouvée dans la tombe KV55, nous donne la meilleure représentation possible de l'épouse d'Akhenaton. 